# St Michael South Elmham
St Michael South Elmham – wieś i civil parish w Anglii, w Suffolk, w dystrykcie East Suffolk. W 2001 civil parish liczyła 62 mieszkańców. W civil parish znajduje się 8 zabytkowych budynków.